# بورس قطر
بورس قطر (انگلیسی: Qatar Exchange) بازار بورس اوراق بهادار قطر است، که در سال ۱۹۹۵ تأسیس شد.